# Ewa Żebrowska-Zych
Ewa Żebrowska-Zych (ur. 26 kwietnia 1970) – polska koszykarka, występująca na pozycji niskiej skrzydłowej, multimedalistka mistrzostw Polski.

## Osiągnięcia

### Drużynowe
- Mistrzyni Polski (1995)
- Wicemistrzyni Polski (1991)[1]
- Brązowa medalistka mistrzostw Polski (1987, 1994)[1]
- Zdobywczyni Pucharu Polski (1991, 1992)[2]
- Uczestniczka międzynarodowych rozgrywek pucharu:
  - Europy Mistrzyń Krajowych (1986/1987 – TOP 16)
  - Ronchetti (1991/1992 – TOP 32, 1992/1993 – I runda, 1993/1994 – III faza kwalifikacyjna)